# Kathroperla takhoma
Kathroperla takhoma är en bäcksländeart som beskrevs av Bill P.Stark och Surdick 1987. Kathroperla takhoma ingår i släktet Kathroperla och familjen blekbäcksländor. Inga underarter finns listade i Catalogue of Life.